# Gueste
Gueste war ein Längenmaß in der Mongolei.
- 1 Gueste = 1 1/5 Ellen (holländ.)